# Kenzō Ōhashi
Kenzō Ōhashi (大橋 謙三?, Ōhashi Kenzō; Prefettura di Hiroshima, 21 aprile 1934 – 21 dicembre 2015) è stato un calciatore giapponese, di ruolo attaccante.

## Statistiche

### Presenze e reti nei club
| Stagione | Squadra           | Campionato | Campionato | Campionato |
| Stagione | Squadra           | Comp       | Pres       | Reti       |
| -------- | ----------------- | ---------- | ---------- | ---------- |
| 1965     | Toyo Kogyo        | JSL        | 3          | 0          |
| 1966     | Toyo Kogyo        | JSL        | 0          | 0          |
| 1967     | Toyo Kogyo        | JSL        | 0          | 0          |
|          | Totale Toyo Kogyo |            | 3          | 0          |